# Heterogen katalyse
I kemi er heterogen katalyse en form for katalyse, hvor katalysatorens fase er anderledes end for reaktanterne. I dette tilfælde referer fase ikke kun til fast, væske vs. gas, men også ublandbarer væsker som olie og vand. Størstedelen af praktisk anvendelige heterogene katalysatorer er på fast form, og størstedelen af reaktanterne er gas- eller væskeform. Heterogen katalyse er af altoverskyggende vigtighed inden for flere områder af kemi- og energiindustri. Forskning i heterogen katalyse har ved flere lejligheder udløst nobelpriser; Fritz Haber og Carl Bosch i 1918, Irving Langmuir i 1932 og Gerhard Ertl i 2007.